# Henry Tate
Pour les articles homonymes, voir Tate.
Henry Tate (11 mars 1819 à Chorley – 5 décembre 1899), 1er baronnet, est un mécène anglais qui, ayant fait fortune dans le raffinage du sucre, fait donation, en 1889, à la nation britannique de ses collections de peintures axées sur l'art de son pays. En son honneur le musée  constitué par sa donation et érigé grâce à sa contribution financière reçut le nom de Tate Gallery, auparavant son nom était The National Gallery of British Art. C'est aussi lui qui a financé la construction de la Brixton Library, une bibliothèque publique.

## Biographie

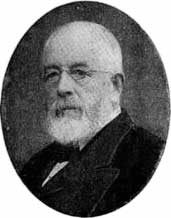
Photographie d'Henry Tate.

Fils d'un pasteur, Henry Tate est né le 11 mars 1819 à Chorley dans le Lancashire. Il créa la société Tate qui existe toujours sous l'appellation de Tate & Lyle.
Il est fait baronnet un an avant sa mort le 5 décembre 1899.